# Leutaschklamm
Leutaschklamm är en ravin i Österrike, på gränsen till Tyskland. Den ligger i den västra delen av landet, 400 km väster om huvudstaden Wien. Leutaschklamm ligger 1 194 meter över havet.
Terrängen runt Leutaschklamm är bergig åt sydost, men åt nordväst är den kuperad. Närmaste större samhälle är Telfs, 18,3 km sydväst om Leutaschklamm. 
I omgivningarna runt Leutaschklamm växer i huvudsak barrskog. Runt Leutaschklamm är det ganska tätbefolkat, med 80 invånare per kvadratkilometer.